# دنبال‌کننده حواصیل
دنبال‌کننده حواصیل (به هندی: Bagula Bhagat) فیلمی هندی محصول سال ۱۹۷۹ و به کارگردانی هامش مالهوترا است. در این فیلم بازیگرانی همچون آشوک کومار، شاتورگان سینها، شبانه اعظمی و کامینی کاشال ایفای نقش کرده‌اند.